# Reina de Reinetas (manzana)
'Reina de Reinetas' es una variedad cultivar de manzano (Malus domestica). Esta manzana está considerada por algunos autores que tiene su origen en Francia, sin embargo su primera descripción fue efectuada en un ejemplar procedente de Holanda en 1770 y nombrada como 'Kroon Renet' También fue anteriormente conocida como Golden Winter Pearmain, porque su periodo de maduración y cosecha es a finales de otoño.

## Sinónimos
- „Kroon Renet“,
- „Reine de Reinettes“,
- „Reine des Reinettes“,
- „Golden Winter Pearmain“,
- „King of the Pippins“,
- „Wintergoldparmäne“,
- „Goldparmäne“,

## Historia
Este cultivar se obtuvo en Holanda.
La 'Reine de Reinettes' - cuyo nombre original parece haber sido 'Kroon Renet', que significa 'Reinette de la Couronne' en holandés, se originó alrededor de 1770. En Holanda, donde durante mucho tiempo se cultivaron varias variedades de manzanas Kroons, está considerado por el pomólogo alemán Adrian Diel como el país natal de esta variedad, que describió en 1802. Había recibido un ejemplar procedente de La Haya bajo la  etiqueta 'Kroon Renet'.

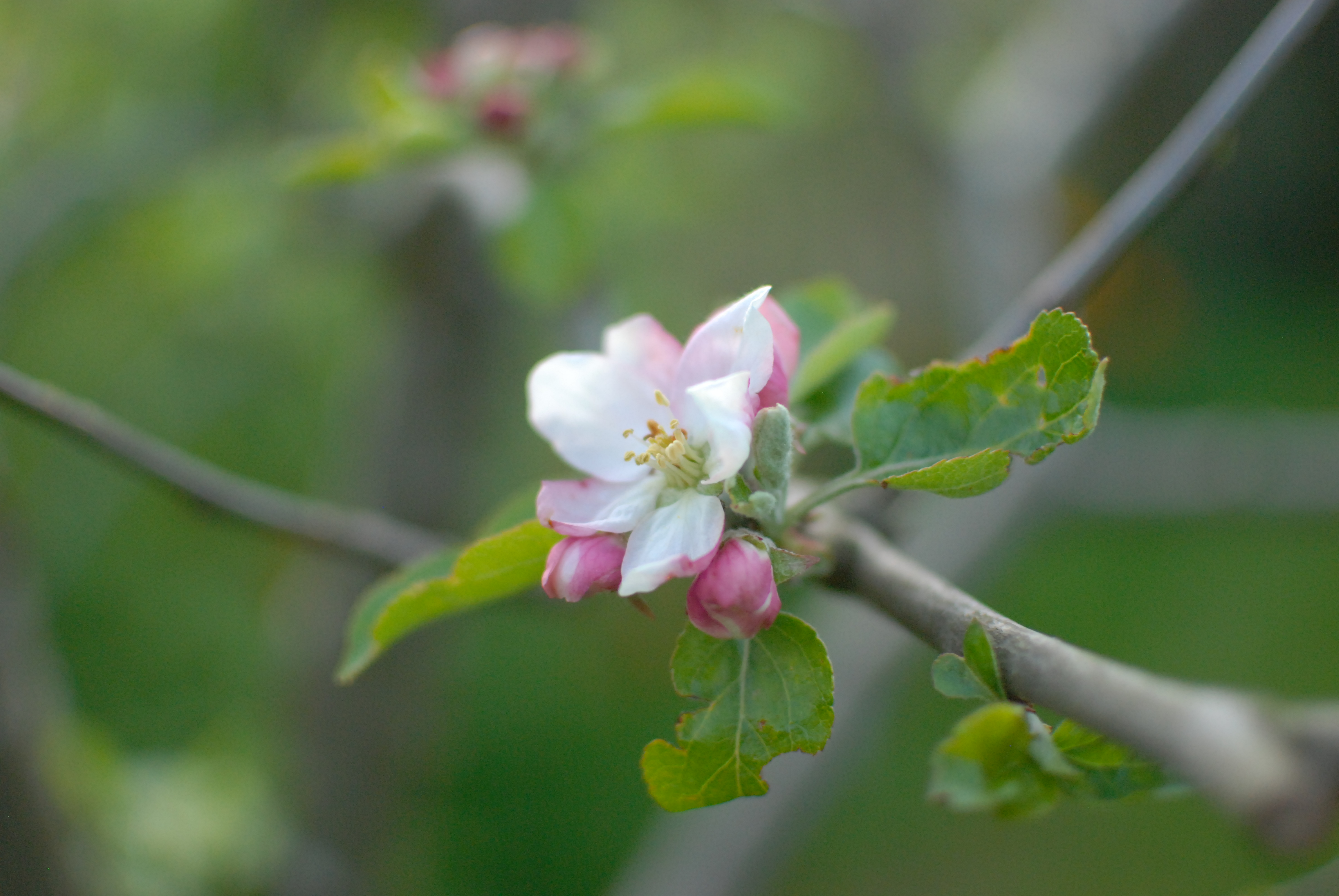
Flor de reine des reinettes

En inglés, parece que la variedad se llama "Queen of the pippin", variedad distinta de "King of the pippin", aunque ambos a menudo se confunden.
Hoy es una de las variedades favoritas de los amantes de la manzana
Esta variedad de manzana consiguió el Award of Garden Merit de la Royal Horticultural Society en 1993.

## Parentesco
El Instituto Nacional para la Investigación Agronómica (INRA) de Angers obtuvo alrededor de 1975 un mutante caracterizado por una coloración más intensa y una madurez temprana. Su nombre es Belrène.

## Polinización
- Floración : la Reine des Reinettes pertenece al grupo C.[7] Alcanza plena floración 2 días después de 'Golden Delicious' ; aunque, hay muchas variedades de Golden Delicious que no florecen al mismo tiempo!
- Fecundación: La 'Reine des Reinettes' es una variedad parcialmente autofértil diploide.[8]
- También puede ser fertilizados por : 'Cox Orange', 'Discovery', 'Reinette Orange', 'Reinette de Landsberg', 'Ontario', 'Tranparant Jaune', ...
- Fertilidad: Ordinario. El cultivar a menudo se recomienda en huertos para polinización.
- S-genotipo: las tablas de polinización habituales a veces indican que está fertilizado por 'Granny Smith' y 'Golden delicious'. Sin embargo, con un S-genotipo S1S3,[9] no se fertiliza de manera óptima ni por Granny Smith (S3S23), ni por Golden Delicious (S2S3).

Manzanas 'Reine des Reinettes'
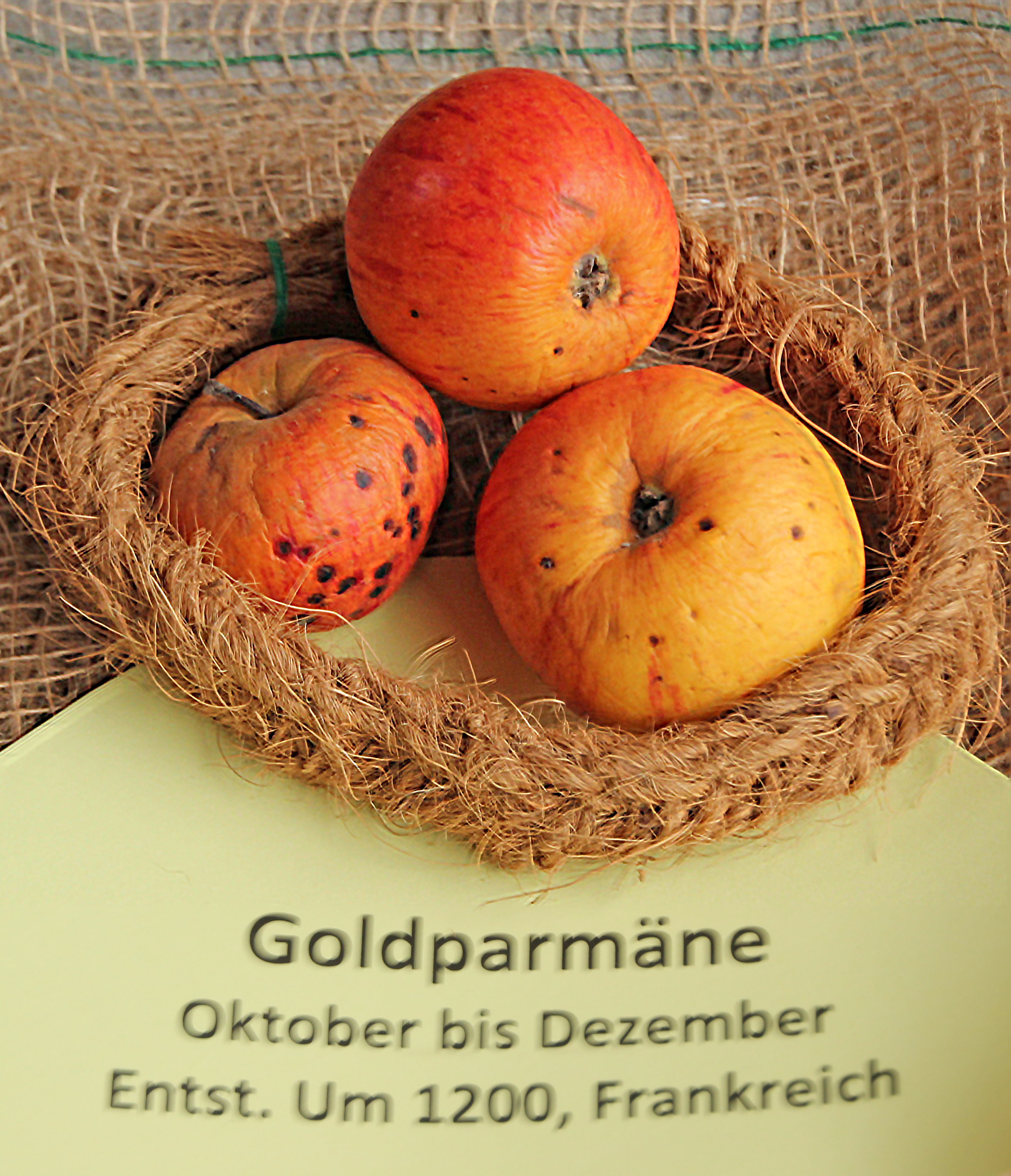
Manzanas 'Reine des Reinettes'.
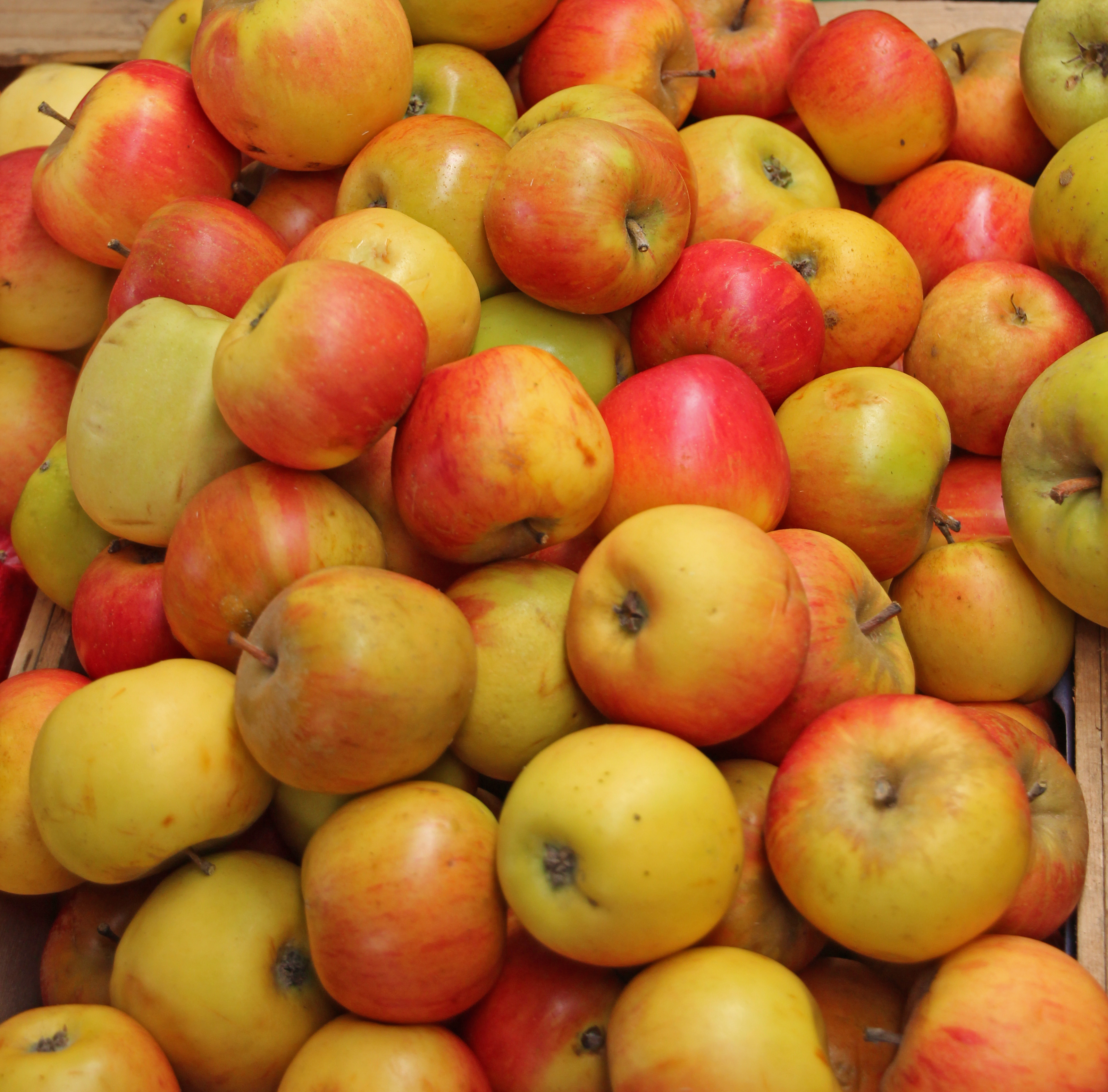
Manzanas 'Reine des Reinettes'.
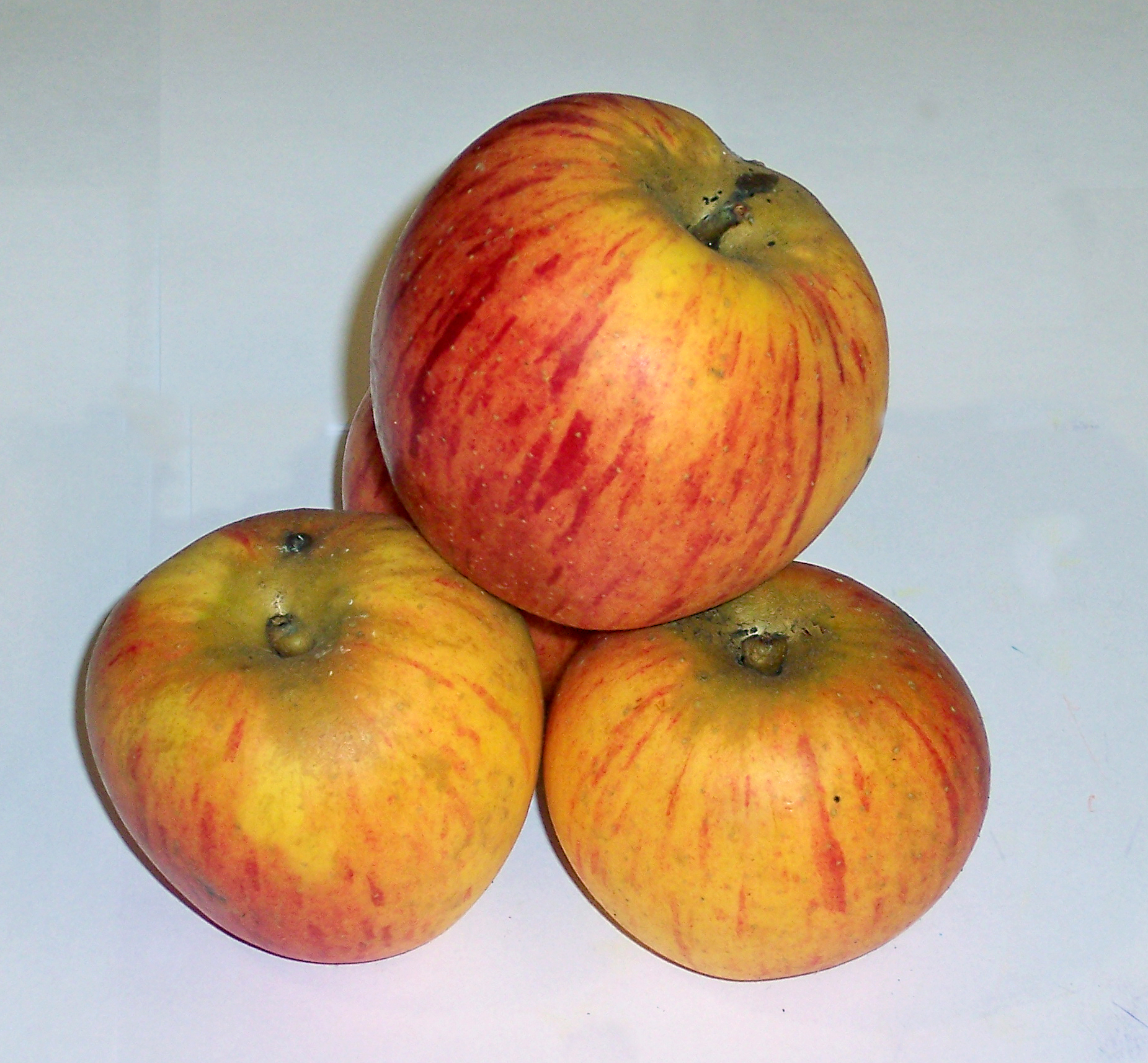
Manzanas 'Reine des Reinettes'.